# Pescosolido
Pescosolido ist eine italienische Gemeinde in der Provinz Frosinone in der Region Latium mit 1390 Einwohnern (Stand 31. Dezember 2023). Sie liegt 117 km östlich von Rom und 36 km nordöstlich von Frosinone.

## Geographie
Pescosolido liegt am Rande der Ebene von Sora auf einem Ausläufer des Brecciosa (1890 m). Ein großer Teil des Gemeindegebiets gehört zum Nationalpark Abruzzen, Latium und Molise.
Es ist Mitglied der Comunità Montana Valle di Comino.
Die Nachbarorte sind Balsorano (AQ), Campoli Appennino, Sora und Villavallelonga (AQ)

## Geschichte
Obwohl es zahlreiche archäologische Funde aus der Antike gibt, wurde Pescosolido erstmals 1159 schriftlich erwähnt. 1229 wurde der Ort von Friedrich II. zerstört, da er sich auf die Seite des Papstes geschlagen hatte. Nach dem Wiederaufbau gehörte es der Familie Boncompagni, bis es 1796 direkt an den König von Neapel fiel.
1915 verursachte ein Erdbeben starke Zerstörungen.

## Bevölkerungsentwicklung
| Jahr      | 1861 | 1881 | 1901 | 1921 | 1936 | 1951 | 1971 | 1991 | 2001 |
| --------- | ---- | ---- | ---- | ---- | ---- | ---- | ---- | ---- | ---- |
| Einwohner | 2271 | 1927 | 2265 | 2326 | 2636 | 2708 | 1646 | 1473 | 1568 |

Quelle: ISTAT

## Politik
Donato Enrico Belisario (Lista Civica: Uniti Per Pescosolido) wurde am 26. Mai 2019 zum neuen Bürgermeister gewählt.

## Sehenswürdigkeiten
- Die Pfarrkirche Santi Giovanni Battista ed Evangelista wurde mehrmals zerstört und wieder aufgebaut. Ihr heutiges Bild stammt aus dem Barock.
- In der Kirche San Pantaleone sind Fresken aus dem 12. und 13. Jahrhundert erhalten.